# 260676 Evethuriere
260676 Evethuriere este o planetă minoră (asteroid) din centura de asteroizi. A fost descoperită pe 8 mai 2005 la Saint-Sulpice de Bernard Christophe⁠(d). 
Obiectul prezintă o orbită caracterizată de o semiaxă mare de 2,5246369700818 UAi, o excentricitate de 0,12, o înclinație de 2,6 ° în raport cu ecliptica.